# Belgische hertegeit
De Belgische hertegeit is een zeldzaam hertkleurig geitenras uit Vlaanderen. Het werd in het verleden voornamelijk gehouden voor de melk.

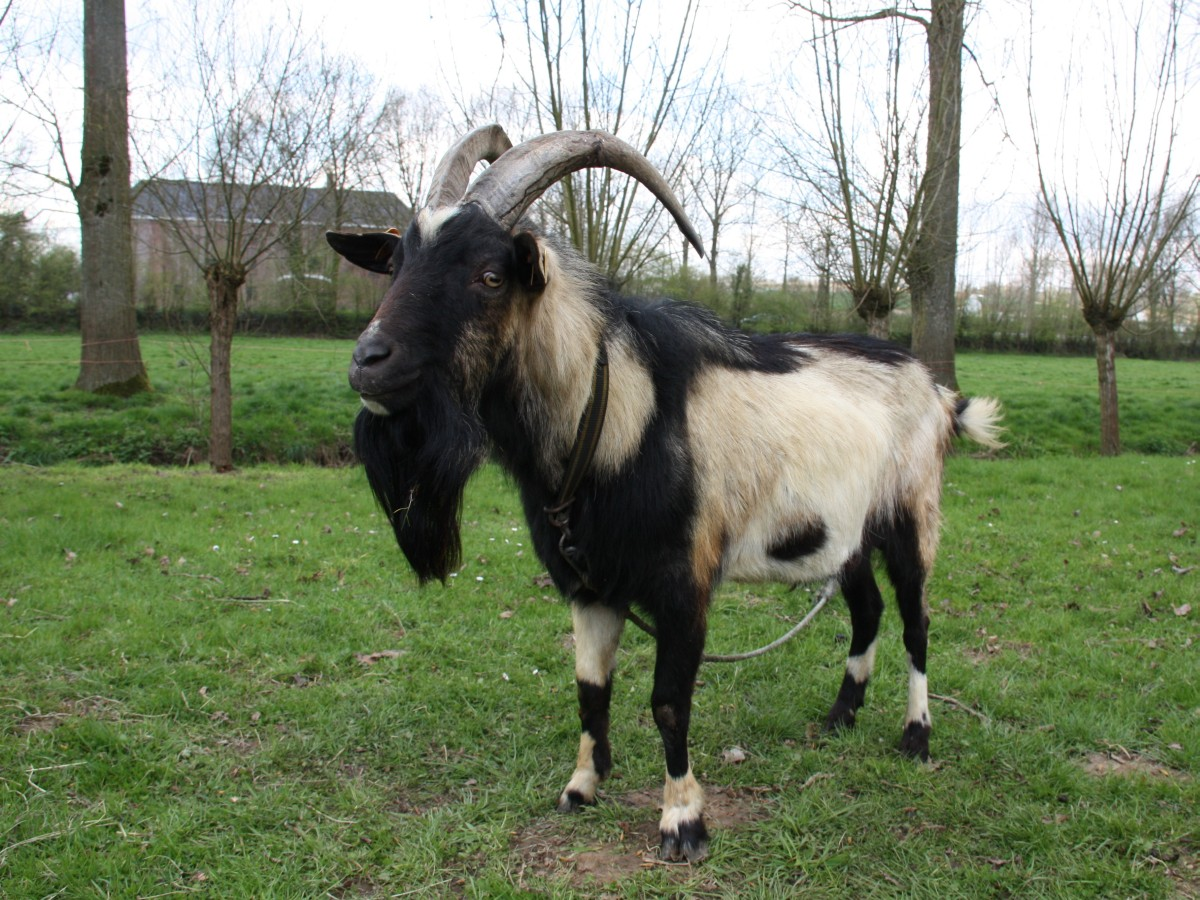
De Vlaamse geit, een van de twee uitgangsrassen van de Belgische hertegeit.

## Geschiedenis
Aan het einde van de 19de eeuw werden geitensyndicaten opgericht door de katholieke sociale beweging met de bedoeling om armere boeren de mogelijkheid te geven zich te verzekeren tegen onverwachte verliezen en om aan rasverbetering te doen. Kleine geitenhouders konden op die manier gezamenlijk bokken aankopen van rassen met betere economische eigenschappen. Het Hertkleurige geitenras ontstond in die context aan het begin van de 20ste eeuw door inlandse hertkleurige Vlaamse geiten te kruisen met hertkleurige Alpinegeiten. De bedoeling was om daarmee de melkproductie van de inlandse veestapel te verbeteren. Er werd bewust gekozen om de hertkleur als enige correcte kleurslag voor het geitenras te hanteren, dit in tegenstelling tot zowel de Vlaamse geit, waarbij tot 1/3de van de kleur van de vacht van het dier wit mag zijn, als de Alpinegeit, waarbij bij de hertkleurige kleurslag ook witte vlekken zijn toegestaan. Keuringen werden georganiseerd voor zowel gehoornde als ongehoornde dieren.

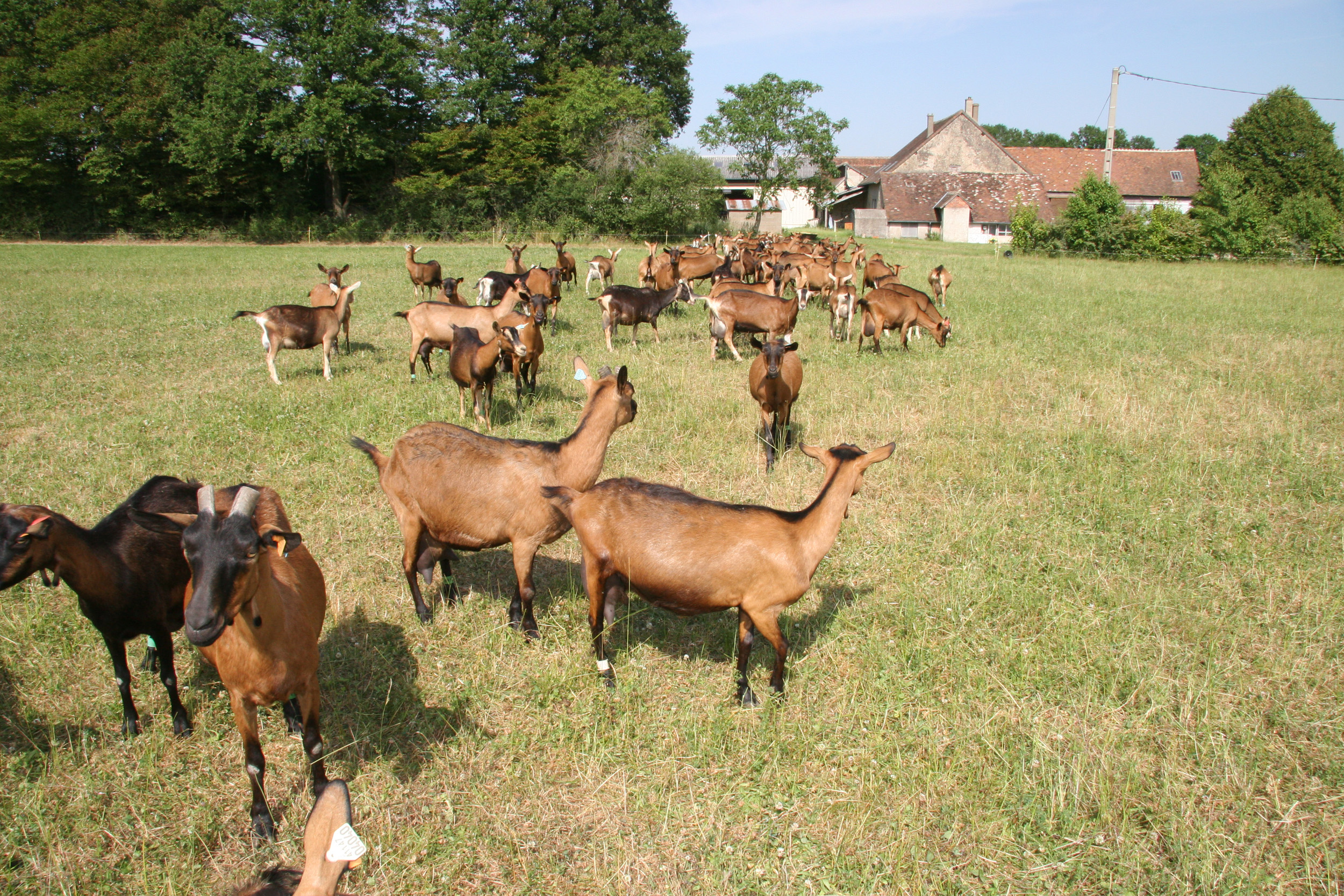
Alpinegeiten in een Franse weide. Door inkruising van dit ras op de Vlaamse geit kwam de Belgische Hertegeit tot stand.

De ontwikkeling van geitensyndicaten en de belangstelling voor de geitenkweek in het algemeen, beperkte zich tot de Vlaamse provincies en de Nederlandstalige arrondissementen van de toen ongesplitste provincie Brabant. In Wallonië bestond er een andere economische realiteit dan in Vlaanderen waardoor er geen noodzaak bestond om aan geitenkweek te doen. Om die reden heeft de ontwikkeling en de instandhouding van het Hertkleurige geitenras zich steeds beperkt tot Vlaanderen.

## Raskenmerken
De Belgische hertegeit is een grote melkgeit. De vrouwelijke dieren meten 75 cm schofthoogte en de bok 85 cm. Het gewicht ligt tussen de 60 tot 70 kg. De kleur is donkerbruin met zwarte delen; namelijk de aalstreep op de rug, het masker op het hoofd, de buik, het onderste deel van de poten en de uier of de balzak. In tegenstelling tot de Franse Alpinegeiten mogen Belgische hertegeiten geen witte vlekken hebben.
De geit moet een wigvormig voorkomen hebben en melktypisch zijn; de kop fijn besneden, de hals rank, het beenwerk niet te grof en recht onder het lichaam. De uier moet zo hoog mogelijk gedragen zijn en de spenen, die ongeveer 5 cm lang zijn, lichtjes naar voor wijzend. De melkgift van de dieren is hoog. Gemiddeld geven vrouwelijke dieren 744 kg melk over een periode van 236 dagen. Het vetgehalte van de melk bedraagt 3,64% en het eiwitgehalte 2,98%.
Het is een rustieke geit. De bok is balkvormig. Hij moet een mannelijk voorkomen hebben met een baard. Zowel gehoornde als ongehoornde dieren komen voor. Toch worden jonge dieren soms onthoornd, aangezien Hertegeiten zich tegen soortgenoten soms territoriaal kunnen gedragen.

## Zeldzaam ras
Het Hertkleurige geitenras is in de 21e eeuw een zeer zeldzaam geitenras dat met uitsterven bedreigd wordt. De Vlaamse Overheid erkende 'Kleine Herkauwers vzw' als de organisatie voor de stamboekwerking van de Hertkleurige geit. In 2021 stonden in Vlaanderen 59 volwassen stamboekdieren ingeschreven, terwijl in Nederland zo'n tien raszuivere dieren te vinden waren. In de periode van 2008 tot en met 2021 werden jaarlijks tussen de 26 en 70 lammeren geboren. Deze lage aantallen maken dat de genetische diversiteit binnen het ras bedreigd wordt en dat dit een hoge incestcoëfficiënt tot gevolg kan hebben. Dit wordt enigszins tegengegaan doordat er vooral kleine fokkers zijn, die kleine hoeveelheden dieren hebben. Hierdoor is het aantal bokken ten opzichte van het aantal geiten (met 1 bok per 1,84 geiten in 2021) groot, als gevolg waarvan verschillende bokken hun genen doorgeven en er niet het risico ontstaat dat slechts 1 bok een disproportioneel grote invloed heeft op de populatie.
Hoewel het ras zijn oorsprong in Vlaanderen vindt en dat het met uitsterven bedreigd is, wordt de stamboekwerking niet waargenomen door Steunpunt Levend Erfgoed die normaal instaat voor het behoud van de inheemse zeldzame rassen en het in stand houden van hun genetische diversiteit. De reden hiervoor is waarschijnlijk omdat bij de totstandkoming van het ras niet-inheemse Alpinegeiten werden ingekruist op de oorspronkelijke Vlaamse geit. Dit is echter evengoed het geval voor het Lakens schaap, dat wel binnen de stamboekwerking van Steunpunt Levend Erfgoed valt en dat een kruisingsproduct is uit dezelfde periode van lokale dieren met Engelse rassen.